# Steinpaar von Caherbaroul
Das Steinpaar von Caherbaroul (auch Cooper’s Rock genannt) ist ein hohes Steinpaar, das auf einem Plateau nördlich von Macroom im Townland Caherbaroul (irisch Cathair Bharrúil) im County Cork in Irland steht.
Die etwa 3,0 m voneinander entfernt stehenden Steine sind Nordost-Südwest orientiert. Der größere quaderartige Stein ist etwa 2,7 m hoch und 0,8 m breit und dick. Der andere Stein ist 2,4 m hoch, 0,7 m breit und 0,6 m dick mit einer großen hervorstehenden Wulst auf der Nordseite.
In der Nähe liegen das Caherbaroul Fort, das Wedge Tomb von Caherbaroul und der etwa 2,4 m hohe Menhir (englisch Standing stone) von Caherbaroul.